# Zagamiïta
La zagamiïta és un mineral de la classe dels silicats.

## Característiques
La zagamiïta és un silicat de fórmula química CaAl₂Si3.5O11. Va ser aprovada com a espècie vàlida per l'Associació Mineralògica Internacional l'any 2016 i publicada a les darreries de 2023. Cristal·litza en el sistema hexagonal. La zagamiïta presenta un nou tipus d'estructura cristal·lina. Els exemplars que van servir per a determinar l'espècie, el que es coneix com a material tipus, es troben conservats a les col·leccions mineralògiques de la Smithsonian Institution del Museu Nacional d'Història Natural dels Estats Units, amb el número de registre USNM 7619, i a la col·lecció de meteorits marcians E. Stolper’s, a la divisió de Ciències Geològiques i Planetàries de l'Institut Tecnològic de Califòrnia, a Pasadena (Califòrnia, Estats Units).

## Formació i jaciments
Va ser descoberta al meteorit marcià que va ser recollit a la localitat de Zagami (Nigèria) el 3 d'octubre de 1962. El meteorit és un basalt molt ric en piroxens, molt similar a les shergottites, que consisteix en un 75% de piroxè (pigeonita i augita) i un 18% de vidre de plagioclasa. En aquest meteorit també ha estat descoberta una altra espècie: la liebermannita. També ha estat descrita al meteorit marcià Shergotty, recollit a l'Índia, i en altres dos meteorits trobats al nord-oest d'Àfrica.